# Кулінарний жир

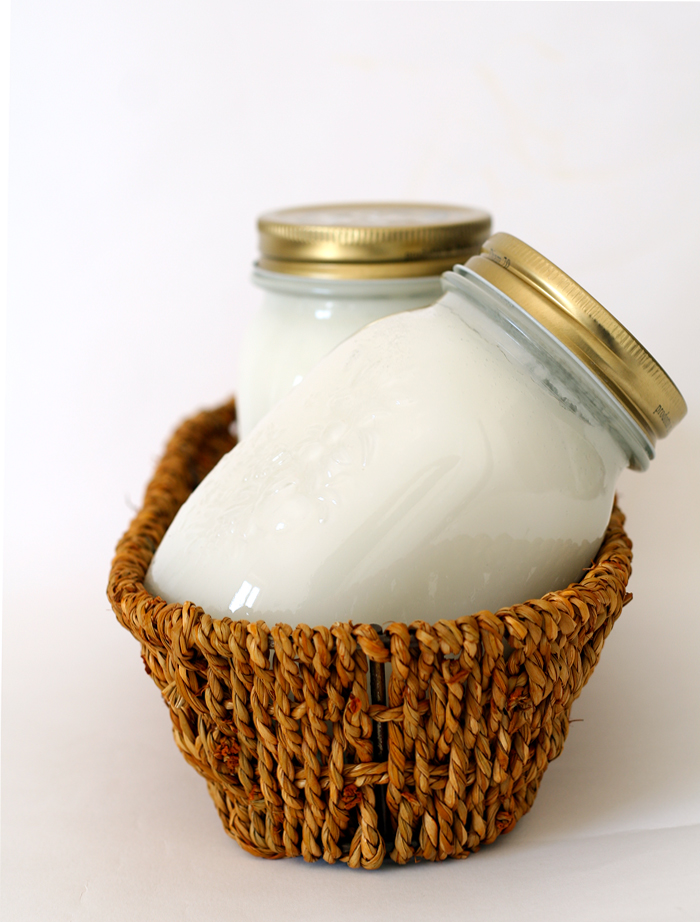
Струтто, або очищений свинячий жир, або сало, поширений в Італії та на Корсиці (де він називається sdruttu).

Кулінарний жир, Кондитерський жир  (англ. Shortening) – це будь-який твердий при кімнатній температурі жир, який використовується для приготування розсипчастого тіста та інших харчових продуктів.
Ідея кулінарного жиру сягає принаймні 18-го століття, задовго до винаходу сучасного рослинного жиру.  У попередні століття сало було основним інгредієнтом, який використовувався для "укорочення" (англ. shorten) тіста.  Причина, чому цей жир називається "укороченням" (дослівно "шортенінг") (англ. shortening), полягає в тому, що воно робить отриману їжу розсипчастою або веде себе так, ніби вона має короткі волокна. Тісто вважається «довгим», якщо воно тягнеться і має еластичність (наприклад, тісто для піци), але воно вважається «коротким», якщо воно більш розсипчасте, борошнисте або навіть листкове. Твердий жир запобігає перехресному зшиванню між молекулами глютену . Це перехресне зшивання надасть тісту еластичності, тому його можна буде розтягнути на довші частини.  У випічці, такий як тістечка, які не повинні бути еластичними, для отримання бажаної текстури використовується кулінарний жир.  

## Історія та ринок

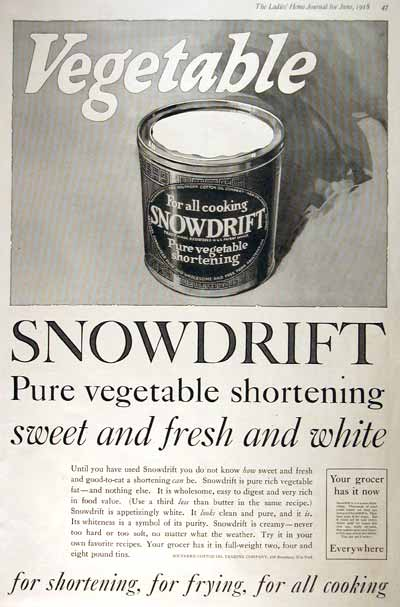
Реклама жиру 1918 року

Спочатку кулінарний жир ("шортенінг") був синонімом сала, але після винаходу маргарину з яловичого жиру французьким хіміком Іполитом Меж-Мурьєсом у 1869 році маргарин також був включений у цей термін. З моменту винаходу гідрогенізованої рослинної олії на початку 20-го століття «шортенінг» став майже виключно означати гідрогенізовану рослинну олію. Сучасний маргарин виготовляється в основному з рафінованої олії з насіння і води, а також може містити молоко. Овочевий (рослинний) жир має багато спільних властивостей із салом: обидва є напівтвердими жирами з вищою точкою димлення, ніж масло та маргарин. Вони містять менше води, тому менш схильні до розбризкування, що робить їх безпечнішими для смаження. Смалець і кулінарний жир мають вищий вміст жиру порівняно з приблизно 80% для вершкового масла та маргарину. Маргарини для тортів і кулінарні жири зазвичай містять кілька відсотків моногліцеридів, тоді як інші маргарини зазвичай мають менше. Такі «шортенінги з високим співвідношенням» краще поєднуються з гідрофільними інгредієнтами, такими як крохмаль і цукор. 
Гідрогенізацію органічних речовин вперше розробив французький хімік Поль Сабатьє в 1897 році, а в 1901 році німецький хімік Вільгельм Норманн розробив гідрогенізацію жирів, яку він запатентував у 1902 році  У 1907 році німецький хімік Едвін Куно Кайзер переїхав до Цинциннаті, штат Огайо, рідного міста виробника мила Procter & Gamble . Він працював на британського виробника мила «Джозеф Кросфілд і сини» і був добре знайомий із процесом Норманна, оскільки «Кросфілд і сини» володіли британськими правами на патент Норманна.  Незабаром після прибуття Кайзер уклав ділову угоду з Procter & Gamble і представив компанії два процеси гідрогенізації бавовняної олії з наміром створити сировину для мила.  Оскільки продукт виглядав як сало, у червні 1911 року компанія Procter & Gamble почала продавати його як рослинний жир для приготування їжі, назвавши його «Crisco», модифікацією фрази «кристалізована бавовняна олія». 

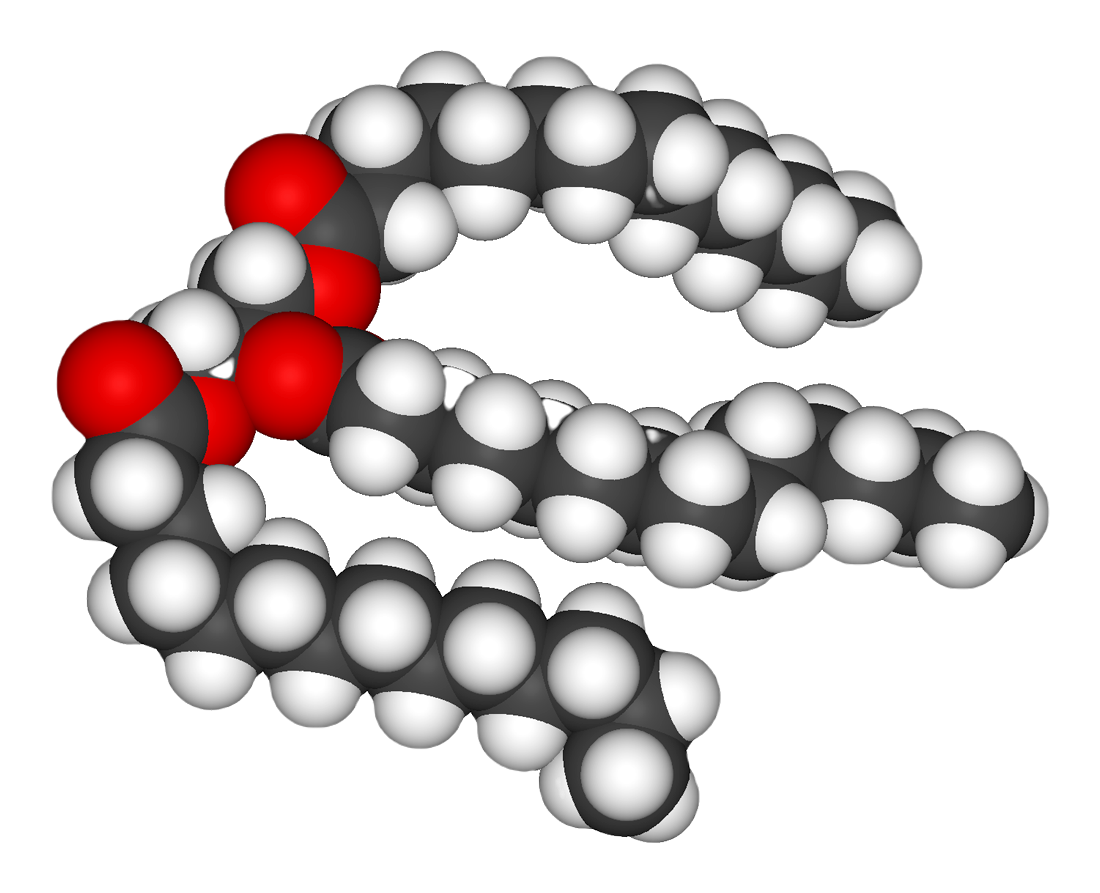
Молекула тригліцериду, основна складова рослинного жиру

Незважаючи на те, що рослинний (овочевий) жир схожий на сало, його виробництво було набагато дешевшим. Такий жир також не потребував охолодження, що ще більше знизило його витрати та підвищило його привабливість у той час, коли холодильники були рідкістю. Завдяки цим перевагам, а також інтенсивній рекламній кампанії Procter & Gamble, Crisco швидко завоював популярність в американських домогосподарствах.  У міру того, як виробництво харчових продуктів ставало все більш індустріалізованим, а виробники шукали недорогу сировину, використання рослинного жиру також стало поширеним у харчовій промисловості. Крім того, великі надлишки бавовняної олії, кукурудзяної олії та соєвих бобів, фінансовані урядом США, також допомогли створити ринок недорогого рослинного жиру. 
Crisco, що належить The JM Smucker Company з 2002 року, залишається найвідомішим брендом шортенінгу в США, який на сьогодні складається із суміші частково та повністю гідрогенізованих соєвих і пальмових олій.  В Ірландії та Великої Британії Trex є популярним брендом , тоді як в Австралії популярна Copha, виготовлена переважно з кокосової олії.

## Пісочне ("коротке") тісто
Пісочне ("коротке") тісто – це розсипчасте  або борошнисте тісто. Протилежністю "короткого" (пісочного) тіста є «довге» тісто, яке тягнеться. 
Овочевий жир (або вершкове масло, або інші тверді жири) можуть бути використані для приготування обидвох видів тіста; різниця в техніці. Щоб отримати "коротке" (пісочне) тісто, яке зазвичай використовується для тартів, жир "ріжуть" у борошно за допомогою кондитерського блендера, пари столових ножів, пальців або іншого приладдя, поки отримана суміш не матиме дрібну текстуру, схожу на кукурудзяне борошно. Для довгого тіста жир "ріжуть" лише до тих пір, поки не утворяться крихти розміром з горошину, або можуть бути навіть більші грудочки. Після розрізання жиру додають рідину (якщо є) і формують тісто для випічки.
Ані "коротке" пісочне, ані довге листкове тісто не вважаються кремовими (пюреподібними) або замішаними видами рідкого тіста.

## Проблеми зі здоров'ям і переформулювання
На початку 21-го століття овочевий (рослинний) жир став предметом певних проблем зі здоров'ям через його традиційну формулу з частково гідрогенізованих рослинних олій, які містять трансжири, тип яких не міститься у значних кількостях у будь-якій природній їжі, яка була пов'язана з низкою негативних впливів на здоров'я. Отже, у 2004 році був представлений варіант Crisco з низьким вмістом трансжирів. У січні 2007 року всі продукти Crisco були змінені, щоб містити менше ніж один грам трансжирів на порцію, а версія без трансжирів, що продавалась окремо, представлена в 2004 році, була припинена.  У 2006 році Cookeen також було змінено, щоб видалити транс-жири. 
| Тип жирів                                         | Загалом жири (гр) | Насичені жири (гр) | Мононенасичені жирні кислоти (гр) | Поліненасичені жирні кислоти (гр) | Точка димлення  |
| ------------------------------------------------- | ----------------- | ------------------ | --------------------------------- | --------------------------------- | --------------- |
| Вершкове масло                                    | 80-88             | 43-48              | 15-19                             | 2-3                               | 150 °C (302 °F) |
| Ріпакова олія                                     | 100               | 6-7                | 62-64                             | 24-26                             | 205 °C (401 °F) |
| Кокосова олія                                     | 99                | 83                 | 6                                 | 2                                 | 177 °C (351 °F) |
| Кукурудзяна олія                                  | 100               | 13-14              | 27-29                             | 52-54                             | 230 °C (446 °F) |
| Смалець                                           | 100               | 39                 | 45                                | 11                                | 190 °C (374 °F) |
| Арахісова олія                                    | 100               | 17                 | 46                                | 32                                | 225 °C (437 °F) |
| Оливкова олія                                     | 100               | 13-19              | 59-74                             | 6-16                              | 190 °C (374 °F) |
| Рисова олія                                       | 100               | 25                 | 38                                | 37                                | 250 °C (482 °F) |
| Соєва олія                                        | 100               | 15                 | 22                                | 57-58                             | 257 °C (495 °F) |
| Яловичий жир                                      | 94                | 52                 | 32                                | 3                                 | 200 °C (392 °F) |
| Гхі                                               | 99                | 62                 | 29                                | 4                                 | 204 °C (399 °F) |
| Соняшникова олія                                  | 100               | 10                 | 20                                | 66                                | 225 °C (437 °F) |
| Соняшникова олія (великий вміст Олеїнова кислота) | 100               | 12                 | 84                                | 4                                 |                 |
| Рослинні жири                                     | 100               | 25                 | 41                                | 28                                | 165 °C (329 °F) |

## Дивись також
- Харчові жири
- Смалець
- Рослинні жири й олії
- Олія
- Маргарин
- Список олій